# علامة شجرة في برعم

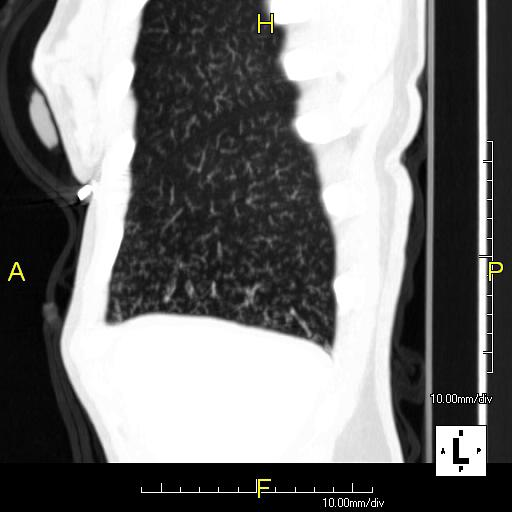
مقطع سهمي لصورة بالأشعة المقطعية يظهر علامة "شجرة في برعم" لمسالك هوائية صغيرة قاصية متأثرة بمتلازمة كارتاجنر.

في علم الأشعة، فإن علامة شجرة في برعم التي يمكن مشاهدتها في التصوير المقطعي المحوسب تدل على درجة ما من انسداد المسالك الهوائية.
علامة شجرة في برعم تدل على وجود عدوى منتشرة داخل القصيبات وترتبط بالإصابة بالسل وذات الرئة القصبي.
الدراسات المرضية النسيجية تظهر أن نمط شجرة في برعم سببه تأريف الفروع الدقيقة الطبيعية غير المرئية للمسالك الهوائية المحيطية ينتج عن انحشار قصيبي بالمخاط أو القيح أو السوائل.
بالإضافة لذلك، فإن توسع وتغلظ جدران المسالك الهوائية المحيطية والالتهاب المحيط بالقصبة يمكن أن يجعل القصيبات مرئية بصورة أسهل كما ترى عن المريض المصاب بالتليف الكيسي.